# Laurêncio (conde da fortuna privada)
Laurêncio (em latim: Laurentius) foi um oficial romano do final do século IV, ativo durante o reinado de Arcádio (r. 395–408). Foi citado em uma inscrição datável de 24 de abril de 396 como conde da fortuna privada.